# Ugena
Ugena é um município da Espanha, na província de Toledo, comunidade autónoma de Castela-Mancha. Tem 15 km² de área e em 2021 tinha 5 626 habitantes (densidade: 375,1 hab./km²). Pertence à comarca de La Sagra, e limita com os municípios de Serranillos del Valle, Griñón, Cubas de la Sagra, Casarrubuelos, Illescas e Carranque.